# Västergötlands runinskrifter 10

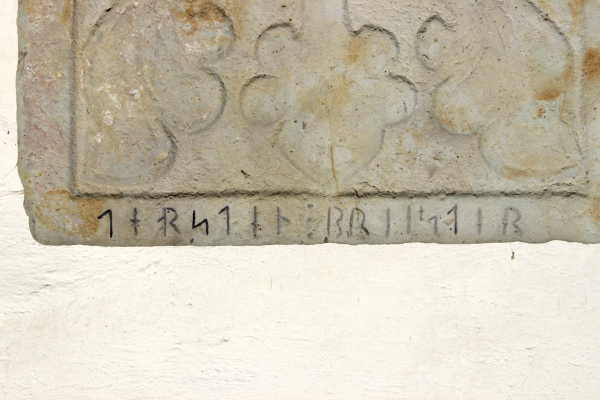
Vg 10 Liljesten med runinskrift närbild av inskrift

Västergötlands runinskrifter 10 är en medeltida (1200-talet) runristning på en gravhäll av sandsten i Leksbergs kyrkogård, Leksbergs socken och Mariestads kommun. Stenen är en liljesten och 1,95 meter hög, 0,65 meter bred samt 0,19 meter tjock. Runhöjden är 3-4 centimeter. Ristningen vetter mot väster och återfinns på den upphöjda kantlisten. Den påträffades 1916 som tröskel i det år 1742 uppförda vapenhuset.

## Inskriften
Translitterering av runraden:
tho͡rsten ÷ bri(a)s(t)(e)r
Normalisering till äldre fornsvenska:
Þorstæinn præstr.
Översättning till nusvenska:
Torsten präst.